# West Markham
Pour les articles homonymes, voir Markham (homonymie).
West Markham est une paroisse civile et un village du Nottinghamshire, en Angleterre.